# Lorosuchus
Lorosuchus nodosus
Genre
Espèce
Lorosuchus est un genre éteint de crocodyliformes, un clade qui comprend les crocodiliens modernes et leurs plus proches parents fossiles. Il est rattaché au sous-ordre des Notosuchia (ou notosuchiens en français) et aux clades des Ziphosuchia et des Sebecosuchia et, plus précisément à la famille des Sebecidae.
Une seule espèce est rattachée au genre : Lorosuchus nodosus, décrite par Diego Pol et Jaime E. Powell en 2011.

## Étymologie
Son nom de genre Lorosuchus est composé du nom de la formation géologique de rio Loro en Argentine où a été découvert l'holotype et le mot du grec ancien σοῦχος Soũkhos, « crocodile », pour donner « crocodile du rio Loro ». Le nom d'espèce nodosus souligne l'aspect noduleux du sommet de son crâne.

## Découverte et datation
Ses fossiles ont été découverts près du lac de retenue d'« El Cadillal » dans la province de Tucumán dans le nord-ouest de l'Argentine. Ils ont été extraits de sédiments du Paléocène de la formation géologique du rio Loro, dans des niveaux stratigraphiques datés du Sélandien ou du Thanétien, soit il y a environ entre 61,6 et 56,0 millions d'années.
Il s'agit d'un crâne presque complet avec sa mandibule en connexion, référencé PVL 6219, et accompagné de quelques restes post-crâniens. La mandibule, quasi complète sur sa longueur, mesure environ 25 centimètres de long.

## Description
Lorosuchus est un Sebecidae particulier, auquel manquent certaines caractéristiques de cette famille comme un museau à la fois étroit et élevé, et une dentition ziphodonte, c'est-à-dire avec des dents hétérodontes, longues, comprimées latéralement, courbées et à bordure dentelée (crantée). Il est caractérisé par au moins cinq autapomorphies comme la présence d'une bordure osseuse surélevée autour de ses narines et d'une crête sagittale osseuse le long de la ligne médiane du sommet du crâne. Les orbites sont de petite taille et placées sur la moitié arrière du crâne, en position latéralo-dorsale.
La principale autapomorphie est l'ornementation du sommet de son crâne, constituée de grandes crêtes sinueuses s'étendant sur la surface dorsale des os prémaxillaires, des naseaux et du frontal. Ces crêtes sont exclusivement situées au-dessus du niveau des orbites et des narines, comme c'est le cas chez les |crocodiliens actuels lorsqu'ils se reposent ou nagent dans l’eau. Cette morphologie du sommet du crâne révèle une diversité morphologique des Sebecidae et laisse penser que certains membres de cette famille ont développé des habitudes amphibies convergentes avec les néosuchiens.

## Classification
En 2014, Diego Pol et ses collègues conduisent une synthèse phylogénétique, intégrant les nombreux nouveaux genres et espèces découverts au début des années 2010. Elle compile plusieurs études phylogénétiques antérieures dont celle qu'ils ont réalisé lors de la description de Lorosuchus en 2011. Ils aboutissent à une matrice incluant 109 Crocodyliformes et genres proches dont 412 caractères morphologiques sont étudiés. Les Notosuchia selon D. Pol et al. regroupent 45 genres et 54 espèces. Dans leur cladogramme, Lorosuchus est classé comme un Sebecosuchia, le plus basal de la famille des Sebecidae. Il est placé en groupe frère du genre Pehuenchesuchus, même si les auteurs indiquent que la position de ce dernier taxon est à confirmer au vu de l'aspect très fragmentaire du fossile disponible.